# Kriúkivski vahonobudivní zavod
Kriúkivski vahonobudivní zavod (ucraïnès: Крюківський вагонобудівний завод, KVBZ)  és una de les empreses de construcció de màquines més grans i antigues d'Ucraïna, especialitzada en la producció de vehicles, principalment material mòbil ferroviari. Situat a la ciutat de Krementxuk a la zona de Kryukiv, Província de Poltava.

## Característiques de l'empresa
El 2003 es va iniciar el disseny del tren domèstic del metro, i el 2005 es va iniciar la producció dels primers cotxes principals i intermedis. I des del 2006, s'han iniciat les seves proves. El 20 de gener de 2009, el tren ja estava en funcionament de prova a la línia Syretsko-Pecherska del metro de Kíiv. El 22 de març de 2010, el primer tren en sèrie per al metro de Kíiv va arribar a Kíiv.
La planta té certificats de qualitat ISO 9001 i AAR.

## Història

### Imperi Rus
El 1869 es van posar les bases dels primers edificis dels tallers de vagons principals de Kryukiv del ferrocarril Khàrkiv -Mykolaiv. La reparació dels vagons de mercaderies va començar als edificis encara inacabats de l'empresa el 15 de juny de 1898 i els primers vagons de passatgers  - l'1 d'agost de 1900. En aquells anys llunyans, la planta donava feina a 400 treballadors que reparaven 120 cotxes de mercaderies i 20 de passatgers al mes.

### Època soviètica d'abans de la guerra
Durant la guerra civil, els tallers van ser abandonats, a partir de 1919, dos dels sis grans edificis van ser abandonats i convertits en "abocadors", en altres tallers fins a la meitat de les màquines treballades. Faltava combustible, materials, eines. La producció es va reprendre només l'any 1921: 44 cotxes de la primera categoria van ser llançats després de la reparació. El mateix any, es va obrir una escola de fàbrica d'aprenentatge de quatre anys per a la formació d'especialistes als tallers de carruatges de Kryukiv. Mykola Abramovich Kozhevnikov es va convertir en el primer cap de taller soviètic.
L'any 1923, la reparació dels edificis dels tallers i de l'equipament comença. També va augmentar el nombre d'obrers: si l'any 1922 eren 700, l'any 1923 ja n'eren 1.100. Paral·lelament, durant els anys 1924-1925, els tallers van reparar 7.304 vagons. En 1925, la fàbrica emprava 1 591 treballadors i 237 empleats, del qual 32 dones. En 1926, els tallers funcionaven a ple rendiment. Com a resultat de la restauració d'equips antics, el parc de màquines va augmentar un 10%, va aparèixer una grua d'elevació de vapor mòbil i es va crear una fàbrica de soldadura elèctrica. El 1928 any, simultàniament a l'execució del pla de reparació de vagons, els tallers van rebre l'encàrrec de posar en marxa la producció de vagons coberts de 16 tones amb bastidor metàl·lic.
Per la Resolució núm. 13/466 del Consell de Treball i Defensa de 6 de març de 1930, els tallers de carruatges de Kryukiv, juntament amb altres quinze tallers de reparació de carruatges i locomotores de vapor, van ser traslladats de l'NKSHS al VRNG. Durant l'any 1930 es va determinar l'especialització de les empreses durant un llarg període. La construcció de plataformes de dos eixos de 22 tones es va definir com la principal especialització de Kriúkivski vahonobudivní zavod (aquest és el nom que rep l'empresa al nou departament). La primera plataforma es va estrenar el novembre del mateix any. I durant el proper any 1934 — 8 mil plataformes de 20 tones, de les quals 5 mil — amb frens automàtics. Es produïen 22 vagons diaris. Al mateix temps, el nombre d'empleats de l'empresa va augmentar fins a 1.020 persones.
A més, els vagons de quatre eixos amb una capacitat de càrrega de 60-70 tones amb càrrega i descàrrega mecànica van ser determinats com el principal tipus de vagó de mercaderies per resolució de la junta dels Ferrocarrils Nacionals d'Ucraïna. La planta de Dniprodzerzhinsk que pota el nom de Pravda ha dominat la producció de cotxes de tremuja amb descàrrega automàtica, i la planta de Kryukivsky ha dominat la producció de semicotxes d'autodescàrrega tipus góndola. El 1932 es va iniciar la reconstrucció de Kriúkivski vahonobudivní zavod: es va construir una nova ferreria i es va reconstruir la botiga d'aparells. Al mateix temps, la planta va dominar la producció del primer semi-vagó de quatre eixos a l'URSS amb una capacitat de càrrega de 60 tones dissenyat per Pyotr Travin. El primer semicotxe de 60 tones es va construir a la planta l'1 d'octubreAny 1932. El vagó es va provar amb èxit a la cursa Kryuky- Burta.
El 1935, la fàbrica Kryukiv va produir més de 5.900 plataformes i 1.800 vagons. La planta va ocupar el segon lloc entre les empreses de construcció d'automòbils de l'URSS. L'any 1936, la planta va continuar augmentant el ritme de producció: el pla de producció dels semi-cotxes s'ha augmentat gairebé tres vegades respecte a 1935, fins a 7.000 unitats. El nombre d'empleats en aquell moment era de 1.800.

### Guerra soviètica-alemanya
Un mes després de l'inici de la guerra, a mitjans de juliol de 1941, s'inicia l'evacuació de la planta a Perm. El primer esglaó va arribar a Perm el 20 de setembre de 1941. La producció de productes de defensa, bombes d'aviació d'alt explosiu, s'hi va establir en un curt període. Després del retorn de Krementxuk, el personal de la planta va començar a reconstruir la producció en paral·lel amb la restauració de la pròpia empresa. El 30 de desembre de 1943 va arribar a Kryukiv una comissió per a la recepció de la planta de construcció de vagons dirigida pel director Ya. L. Lytovsky. Durant 1944, simultàniament a la reconstrucció de l'empresa, la planta va complir l'ordre del 2n Front d'Ucraïna., va participar en la reconstrucció del pont del ferrocarril a través del Dnipro. A finals de 1944, es van restaurar a la planta tallers de reparació i mecànica, eines, ferrer, fusteria i mecànica amb una superfície total de 10.000 metres quadrats. m, oficina principal, menjador, bany; S'han reparat 41 màquines-eina, 27 motors elèctrics, 15 màquines de soldadura. S'organitzen l'escola FZO per a 400 alumnes i l'escola tècnica mecànica nocturna per a 200 persones. En aquell moment, el nombre de treballadors de la planta era de 1.800. El 1945, KVBZ va començar la producció en sèrie de semi-vagons de 60 tones: la col·locació cerimonial del primer va tenir lloc el 21 de novembre de 1945 i el 28 de novembre, el vagó número 104 0731 va sortir de la línia.

### La postguerra
El 1948, KVBZ va restaurar completament els volums de producció d'abans de la guerra. L'ampliació de les capacitats de producció va tenir lloc ràpidament, es van posar en funcionament nous tallers i divisions. El 1954-1955, seguint les instruccions del Ministeri d'Enginyeria de Transports, el departament del dissenyador en cap de la planta va dissenyar un semi-cotxe de quatre eixos del tipus góndola amb una capacitat de càrrega de 40 tones per al transport de carbó, mineral, fusta, metall, equipament i càrrega a granel. El primer vagó de 40 tones es va construir l'any 1956curs Al mateix temps, es va iniciar la producció de semi-vagons de 93 tones, el disseny dels quals va ser guardonat amb una medalla d'or a l'Exposició Industrial Mundial de Brussel·les el 1958. El semi-vagó es va desenvolupar en dues versions: amb i sense cabina de fre i fre de mà. Per primera vegada a l'URSS, es va utilitzar un mecanisme de torsió en aquest cotxe per facilitar el treball dels porters. Les característiques tècniques dels nous vagons van superar notablement els anàlegs de quatre eixos existents en aquell moment i van permetre formar trens de fins a 8.000 tones sense reelaborar les vies de l'estació. El carro de tres eixos d'aquests vagons es va convertir en la base per a la producció de vagons pesats de 6 i 8 eixos en altres plantes.
El 1959, es va dissenyar a Kryukov un nou semi-vagó de descàrrega automàtica de 90 tones per al transport de carbó i altres càrregues a granel. El 1960, un semi-vagó de 100 tones per al transport de mineral de ferro. El mateix any, la planta va rebre l'encàrrec d'iniciar la producció de vagons per al transport de ciment, el prototip dels quals va ser provat el 1963. El 1963, la planta de Kryukiv va dominar la producció de grues pont. El 1966, vagons de tipus búnquer totalment metàl·lics per al transport a granel de grans, llegums i altres càrregues similars.
Es van posar en funcionament noves capacitats de producció i línies semiautomàtiques, producció de soldadura i aprovisionament, es va construir el disseny i el potencial tecnològic, que va transformar la Kryukiv Carriage Works a la dècada de 1970 en una empresa d'alta tecnologia i de base àmplia del país. indústria de la construcció d'automòbils.
Des d'aleshores, l'empresa ha millorat significativament el seu treball, ampliant no només la gamma i la quantitat de productes fabricats, sinó també les direccions de producció.

### Independència
La planta és una empresa multidisciplinària amb un cicle complet, des de la idea de disseny generada fins a la fabricació de productes acabats, és un centre per al desenvolupament de les tecnologies més modernes, gràcies al qual ocupa una posició de lideratge no només a Ucraïna., però també molt més enllà de les seves fronteres. El 2013, Kriúkivski vahonobudivní zavod va ocupar el 10è lloc en el rànquing d'empreses de construcció de màquines d'alta tecnologia d'Ucraïna pel nivell d'innovacions de gestió. El programa principal de treball de la planta és el desenvolupament i la producció dels principals vagons de passatgers i mercaderies de diversos tipus, camions, recanvis, jocs de rodes, rodes de ferrocarril, metro, equips de construcció de carreteres, escales mecàniques, etc.
L'organització treballa activament en la creació de trens de metro amb tracció asíncrona, que haurien de substituir els trens ordinaris.
L'any 2014, la planta va desenvolupar especificacions per a trens elèctrics suburbans de corrent altern EKr3 i EKr4 - corrent continu. El seu concepte es basava en el disseny dels vagons del tren dièsel DPKr-2, que ha funcionat amb èxit al ferrocarril de Lviv durant diversos anys. Tenint en compte l'experiència del seu funcionament i els requisits de la licitació de l'any passat d'Ukrzaliznytsya per a trens dièsel, els constructors de vagons van fer una sèrie de canvis en el disseny de DPKr-3 que són màximament acceptables per al material mòbil que opera en el trànsit suburbà.
A més, es preveu unificar al màxim els trens de la xarxa de corrent altern i continu. Gràcies a aquest concepte, l'empresa podrà reduir al màxim la gamma de peces de recanvi, crear una documentació de disseny comuna i una base de reparació única per a peces en funcionament i equips de carrosseria.
A principis de 2018, l'empresa estatal Ukrzaliznytsya va signar un acord amb l'empresa nord-americana General Electric per a la producció conjunta de material mòbil per valor de 1.000 milions de dòlars.
Així, segons els acords, la cooperació constarà de diverses etapes. En la primera etapa, General Electric subministrarà a PJSC "Ukrzaliznytsya" 30 locomotores dièsel TE33A Evolution. La data de lliurament prevista és d'octubre de 2018 - 1r trimestre de 2019.
Se suposa que els productors ucraïnesos rebran uns 400-450 milions de dòlars de la suma de 1.000 milions de dòlars.
Entre les empreses ucraïneses que cooperaran amb General Electric hi ha Kriúkivski vahonobudivní zavod. Es tracta, en particular, de la producció conjunta. On s'organitzarà muntatge a gran escala de locomotores.
De gener a juny de 2018, en comparació amb el període corresponent de 2017, la planta va augmentar la producció de vagons de mercaderies un 69%. En termes quantitatius, aquest creixement és de 706 vagons de càrrega, és a dir, fins a 1.728 unitats.
El juliol de 2018, PJSC "Ukrzaliznytsya" va fer una licitació per a la compra de 53 cotxes nous de passatgers amb un cost total de 2.600 milions de hryvnias, en la qual va guanyar la planta de Kryukiv. Segons els termes de la licitació, abans de l'1 de juliol de 2019, ha de lliurar per a Ukrzaliznytsya: 21 vagons compartiment, 20 cotxes compartiment del tipus "SV", 11 cotxes amb un compartiment de cap de tren, 2 vagons compartiment per al transport internacional de viatgers.
Segons els resultats de la licitació, durant el curs 2018-19, l'empresa ha de fabricar sis trens dièsel DPKr-3, que constaran de tres cotxes: intermedi no motoritzat 63-7084А, motor principal 63-7083А i motor principal 63-7083А. -01, equipat per al transport de passatgers amb cadires de discapacitat El cost d'un tren és de 176,97 milions de hryvnias.
Els trens s'han de lliurar al Dipòsit d'Automòbils de Ternopil de la branca regional del ferrocarril de Lviv.
L'octubre de 2018 es va saber que la planta pretén fabricar locomotores elèctriques juntament amb l'empresa francesa Alstom (KZ8A, KZ4A).
La planta va produir el seu cotxe de passatgers número 600. Va ser construït entre els vuit primers cotxes de passatgers produïts per l'empresa el 2018 i va rebre una placa d'aniversari corresponent. El muntatge del primer cotxe de passatgers es va completar aquí el 10 d'agost de 2001. El 31 de gener de 2006 es va posar en funcionament el vagó model 61-779 sota el número 100. L'any 2007 es va construir el cotxe de passatgers número 200 de KVBZ. El cotxe amb el número 300 va haver d'esperar tres anys: només va sortir del taller de la planta l'octubre de 2010. Al mateix temps, el 2008 es va convertir en un any rècord per a Kryukiv Carriage Works pel que fa al nombre de cotxes de passatgers produïts, llavors n'hi havia 107. El cotxe número 400 es va lliurar el 23 de desembre de 2011, el 500, el 16 d'abril. 2013. 600è, el vagó es va acabar de muntar l'octubre de 2018. El seu interior i una part important dels detalls es fan a la KVBZ, el cotxe està equipat amb el nou vagó model 68-7115. És una de les unitats del contracte amb UZ per al subministrament de 54 turismes.
El desembre de 2018, el vagó tremuja de 10.000 milers per al transport de gra es va muntar a la línia de construcció de vagons de mercaderies de la planta de construcció de vagons Kryukiv. Amb motiu de l'estrena del camió de gra número 10.000 el 12 de desembre, el personal del cos de construcció de vagons de mercaderies va celebrar celebracions.
El novembre de 2019, la planta va rebre permís per a la producció en sèrie de nous cotxes de plataforma dels models 13-7133 i 13-7133-01 als bogies 18-7055 amb una càrrega axial de 23,5 tones.

## Producte
| Tipus de Producte                    | 2010      | 2011      | 2012      | 2013      | 2014       | 2015      | 2016      | 2017      | 2018     | 2019     |
| ------------------------------------ | --------- | --------- | --------- | --------- | ---------- | --------- | --------- | --------- | -------- | -------- |
| vagons de mercaderies, unitats       | ▲ 9090    | ▲ 10.750  | ▲ 11.005  | ▼ 5316    | ▼ 2406     | ▼ 410     | ▲ 1576    | ▲ 2013    | ▲ 3686   | ▲ 5237   |
| cotxes de passatgers, unitats        | ▲ 38      | ▼ 28      | ▲ 69      | ▲ 74      | ▼ 1        | ▼ 0       | ▲ 9       | ▲ 50      | ▼ 8      | ▲ 18     |
| vagons de metro, unitats             |           | ▲ 25      |           |           |            | ▲ 5       |           |           |          |          |
| modernització de vagons de metro, pc |           |           |           | ▲ 5       | ▲ 90       | ▼ 25      |           | 15        |          |          |
| locomotores, unitats                 |           |           |           |           |            |           |           |           |          | ▲ 15     |
| benefici net (pèrdua), milions d'UAH | ▲ 298.624 | ▲ 680.222 | ▲ 780.567 | ▼ 339.377 | ▼ -347.572 | ▼ -416.73 | ▲ -112,85 | ▲ 257.085 | ▲ 487,25 | ▲ 313.41 |
| nombre d'empleats, persones          | ▲ 7806    | ▲ 8425    | ▲ 8902    | ▼ 7865    | ▼ 6846     |           | ▼ 5528    | ▼ 4.979   | ▲ 5096   |          |

A més, el 2012 , l'empresa va construir 2 trens elèctrics de nou cotxes de dos sistemes d'alta velocitat EKr1 "Tarpan", el 2014 un modern tren dièsel de passatgers DPKr2 en una sola còpia i el 2019 la producció de trens dièsel regionals de tres cotxes. DPKr3 va començar (a principis de 2022, es van construir 4 unitats).

### Constricció de carros

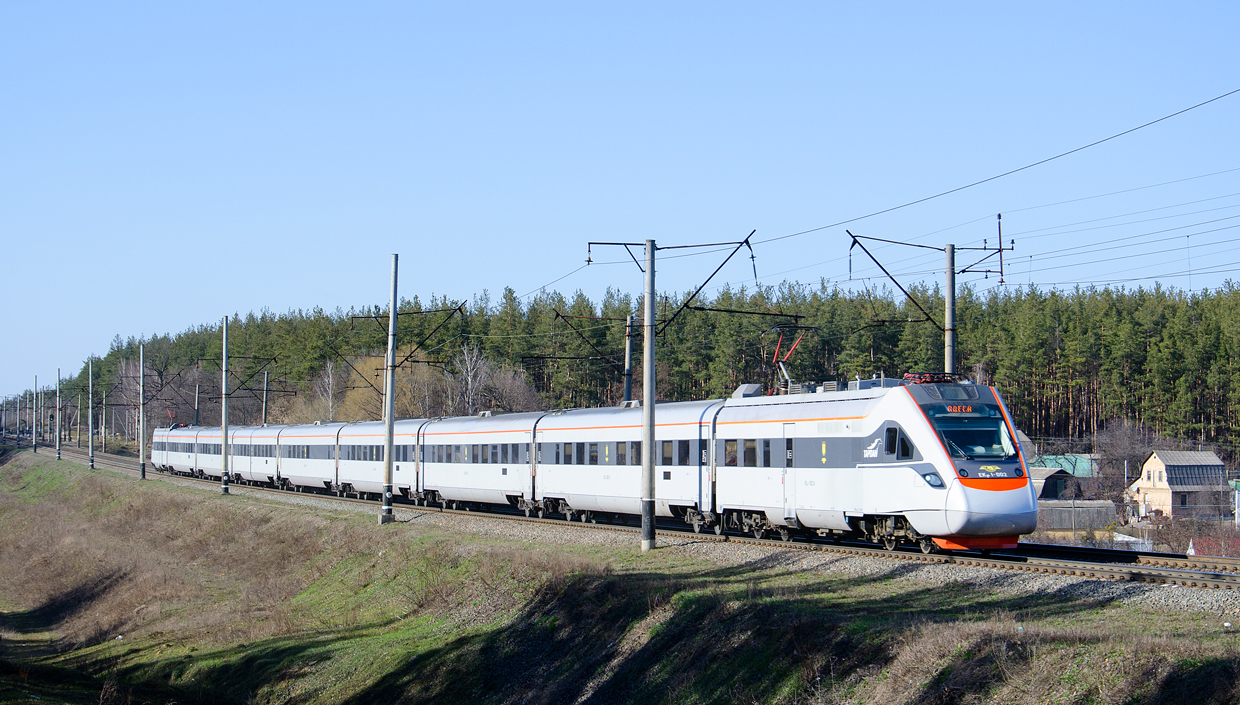
Tren elèctric interregional d'alta velocitat de dos sistemes EKr1 "Tarpan"

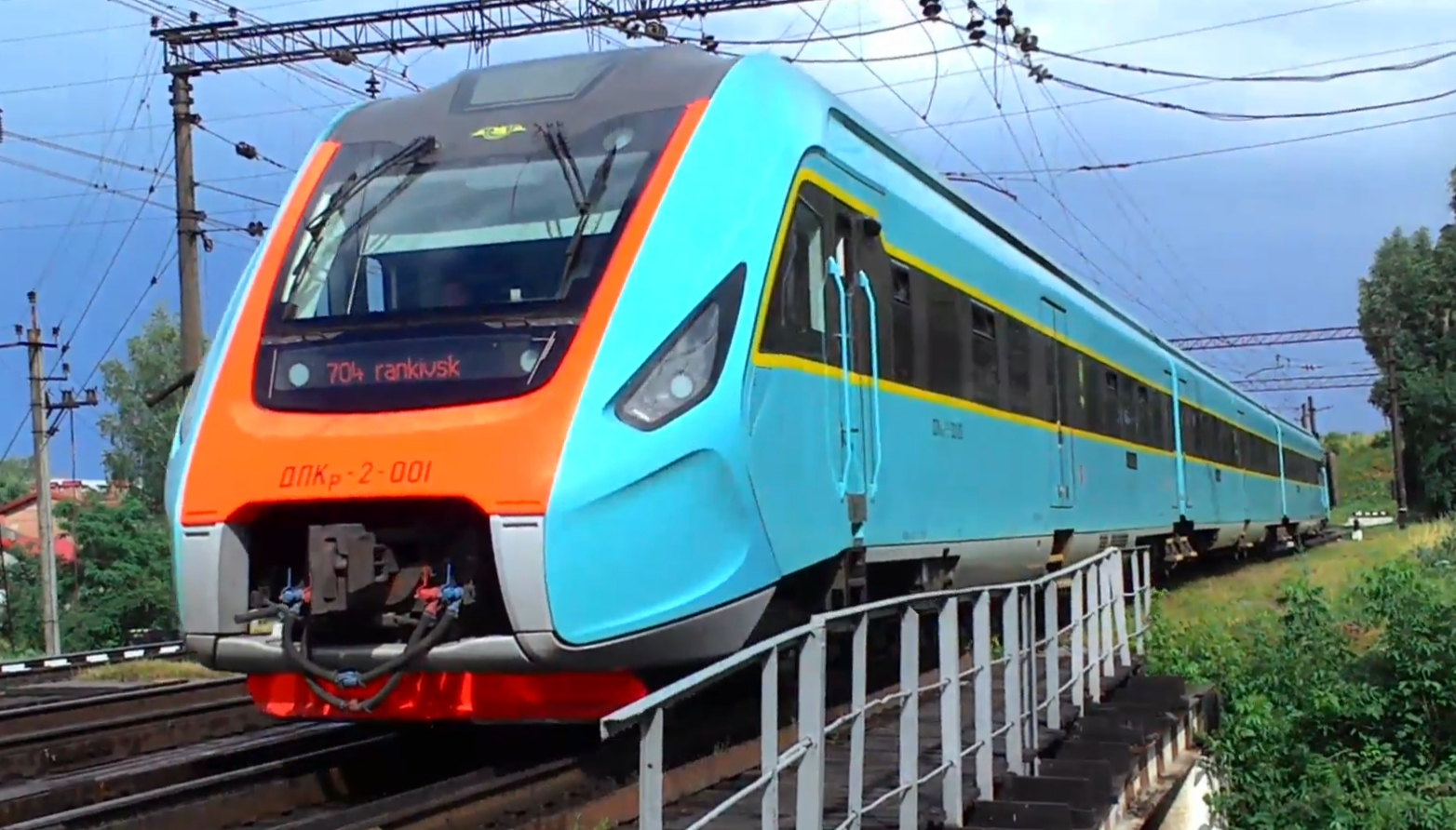
Tren dièsel DPKr-2

#### Construcció de vagons de mercaderies
- Semi-vagons ;
- Vagons búnquer
- vagons plataforma ;
- Vagons coberts ;
- vagons cisterna ;
- Carros, parells de rodes, recanvis;

#### Construcció de cotxes de viatgers

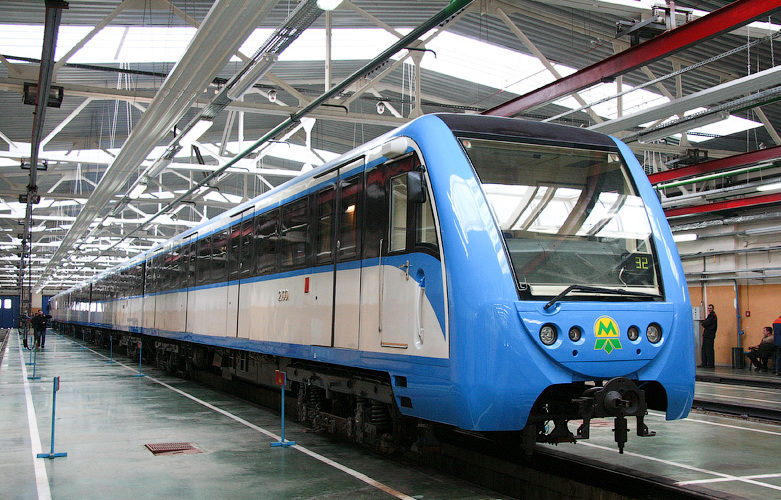
Metro cotxe 81-7021/7022

Al KVBZ s'ha creat una línia de turismes de tot tipus: vagóns Platzkart, cotxes compartiments, cotxes llit, cotxes amb seients per al transport de persones amb discapacitat, cotxes restaurant, cotxes per al transport internacional de dimensions RIC, cotxes de tipus obert per a transport interregional d'alta velocitat de la classe "Intercity" i "Intercity+".
En total, es van dominar i posar en producció 48 models i modificacions d'automòbils de passatgers, 29 models i modificacions de peces en funcionament:
- Automòbils de la sèrie 779 ;
- Automòbils de la sèrie 788 ;
- Vehicles de passatgers per a connexions internacionals de l'ample "RIC" model 61-7034;
- Trens de tracció locomotores interregionals de formació permanent;
- Trens elèctrics de dos sistemes interregionals d'alta velocitat EKr1;
- Tren dièsel DPKr-2;
- Trens dièsel DPKr-3 ;
- Carros, parells de rodes, recanvis;

#### Productes per al metro
- cotxes de metro;
- Carretons, jocs de rodes, marcs de carros de metro, peces de recanvi;
- Escales mecàniques (terra, túnel).

### Enginyeria
- Motoniveladores;
- Equips especials d'enginyeria: bloquejador de mines, ferri autopropulsat;
- Contenidors de corró i galleda.